# Солдаткин, Алексей Петрович
Алексей Петрович Солдаткин (25 февраля 1955 года, село Каменечье, Новоархангельский район Кировоградской области, Украинская ССР — 24 января 2024 года, Киев, Украина) — украинский учёный-биолог, действительный член НАН Украины. Заведующий Лабораторией биомолекулярной электроники Института молекулярной биологии и генетики.

## Биография
Алексей Солдаткин родился 25 февраля 1955 года в селе Каменечье Новоархангельского района Кировоградской области в семье крестьянина. В 1978 году окончил Киевский государственный университет им. Т. Г. Шевченко. По окончании пришёл на работу в Институт молекулярной биологии и генетики НАН Украины, где в дальнейшем прошёл трудовой путь от инженера до заведующего отделом.
А. П. Солдаткин выступил одним из основателей в Украине нового научного направления современной аналитической биохимии — биосенсорики, которая занимается разработкой аналитических средств для современной медицины, биотехнологии и охраны окружающей среды.
В ходе своих исследований А. П. Солдаткин успешно решал сложные биохимические проблемы создания биоселективных элементов сложной архитектуры, а именно, эффективной иммобилизации биологического материала и адаптации биосенсоров для функционирования в реальных условиях анализа.
В 1999 году защитил диссертацию на соискание учёной степени доктор биологических наук, в 1986 году удостоен Государственной премии УССР в области науки и техники. 
В 2004 году А. П. Солдаткин возглавил лабораторию. В научном отделе при руководстве А. П. Солдаткине были разработаны ряд биосенсоров и апробированы их лабораторные прототипы для определения концентраций основных метаболитов в сыворотке и диализате крови человека; диагностики отдельных форм лейкоза и резистентных штаммов Mycobacterium tuberculosis на основе аффинных взаимодействий биологических молекул; in vitro и in vivo анализа метаболитов и нейромедиаторов в мозге млекопитающих, в частности, глюкозы, лактата, АТФ, глутамата, ацетилхолина, D-серина; определение пенициллина, формальдегида, аргинина и т. д.
В 2018 году избран академиком НАНУ.
Алексей Петрович уделял большое внимание педагогической работе и подготовке научных кадров, читал курсы лекций в Институте высоких технологий Киевского национального университета имени Тараса Шевченко. Его учениками защищено более 15 докторских и кандидатских диссертаций.
Состоял членом редколлегий научных журналов «Biotechnologia Acta», «Sensor Electronics and Microsystem Technologies», «Methods and Objects of Chemical Analysis», автор и соавтор около 500 научных работ.
Умер 24 января 2024 года в Киеве. Прощание прошло 26 января 2024 года в Клинической больнице «Феофания».